# Плаващ док
Плаващ док (съкр. плавдок) е съд от техническото обезпечение на флота, предназначено за изваждане от водата на плавателен съд, който е на вода, неговия ремонт (или транспортиране) и спускането му на вода.
Може да бъде самоходен, ако може да се придвижва сам, без помощта на буксир и несамоходен. Плаващия док обикновено изглежда като правоъгълен хоризонтален понтон с една, две или три голи стени, образуващи конструкция, приличаща на кутия.
Система от помпи и клапани за пълнене или изпомпване на водата от баластните цистерни, разположени вътре в понтона и стените, позволява на дока да се потапя и да изплува с кораба или плавателното средство е него, които са фиксирани на доковата палуба. Този процес се нарича докуване.

## Конструкция
Плаващия док се състои от понтон, който е разделен на баластни отсеци. В него са разположени баластните помпи. При пълнене (изпомпване) на вода в тях понтон потъва (изплува над водата). За осигуряване на устойчивост на понтона в подводно положение по дългата му страна има водоизместващи кули (стени) с такава височина, че при пълното му потапяне те да останат над водата в горната си част. На палубата на понтона – стапел палуба – са изградени доковите опорни устройства (ДОУ, исторически – килблокове) служещи за поставяне на съда, тяхната горна повърхност трябва да съответства на обводите на съда. След потапяне на дока във водата, при достатъчна дълбочина, съдът с помощта на швартовни и специални устройства, намиращи се на горната палуба на дока – топ палуба, се насочва между кулите на дока и се поставя над ДОУ. При изпомпване на водата от баластните цистерни плаващият док започва да изплува до докосването на ДОУ с дъното на съда. Новата свръхплавучест на системата док-съд, получена след изпомпването на водата, позволява да се достигне положение, при което напълно се изсушават подводната част на съда и стапел палубата.

## Видове плаващи докове

### Според устройството
За по-удобен достъп на съда някои плаващи докове имат само една кула. Устойчивостта при потапяне в този случай се осигурява с поплавъци, шарнирно съединени с кулата. Съществуват плаващи докове без кули – докотопонтонни; тяхната устойчивост при потапяне се осигурява от друг плавдок. Съществуват комплекси – докотоматки, състоящи се от няколко докотопонтони и един плавдок. За предпазване от сурови климатични условия се създават докове – елинги, имащи покрив и затваряне. На някои плаващи докове кулите в единия край се съединяват с водонепроницаема преграда, а другата има непостоянно (свалящо се) водонепроницаемо затваряне (батопорт), което се отваря при влизането на съда и се затваря преди изплуването на дока. Водата при това се изпомпва не само от баластните цистерни, до и от образуваното между кулите пространство. Такива докове се наричат плаващи докове с докова камера.

### Според употребата
Различават се 3 типа плаващи докове:
- ремонтни, имат развити средства и механизация за ремонтни работи, заваръчно и газорежещо оборудване, устройства за чистене и боядисване на външната повърхност на съда;
- трансферни, служещи за спускане на съда във водата от хоризонталния стапел;
- транспортни, предназначени за транспортиране на съдове и други плавателни съоръжения през акватории с ограничения на газенето или по мереходни условия, когато те имат опростени обводи, рулеви устройства или средства за активно управление.

## Общи сведения
Ремонта на плавдоковете става по метода на т.нар. самодокуване. Най-голямо разпространение този начин на ремонт е получил при докове, чийто понтон е съставен от отделни части (количеството на тези части-понтони е от 4 до 10, ширината на всяка от тях е равна на ширината на дока, а дължината им е по-малка от ширината на стапел палубата). Самодокуването става като един по един те се отделят от кулите и влизат в същия док, аналогично на докуването на съд. Съществуват плаващи докове, наречени секционни, при които не само понтона, но и кулите са построени по дължина от отделни секции. Разновидност на секционните докове е 3-секционния док. Крайните секции на дока от този тип имат по-голяма ширина, отколкото средната секция. Съвременните плаващи докове имат комплекс устройства за механизация на докуването, системи за дистанционно управление и контрол, различна далечина на плаване и автономност и степен на обитаемост. Товароподемността на плаващите докове достига 100 000 t, а дължината им 300 m, ширината на стапел палубата до 60 m. Масата на плаващите докове с докова камера е с 30÷40% по-малка, отколкото на обикновените докове с еднаква товароподемност. В зависимост от размерите на камерата масата на плаващия док с 2 кули съставлява 1÷0,4 от масата на докуващия съд. Колкото по-голяма е товароподемността, толкова по-малко е това съотношение.